# Zhou Haowen
Zhou Haowen (* 4. Juli 2001) ist ein chinesischer Sprinter, der auf den 400-Meter-Lauf spezialisiert hat.

## Sportliche Laufbahn
Erste internationale Erfahrungen sammelte Zhou Haowen im Jahr 2023, als er bei den World University Games in Chengdu mit 47,41 s im Halbfinale über 400 Meter ausschied und mit der chinesischen 4-mal-400-Meter-Staffel in 3:05,56 min den vierten Platz belegte. 
2021 wurde Zhou chinesischer Meister im 400-Meter-Lauf.

## Persönliche Bestzeiten
- 400 Meter: 46,23 s, 12. Juni 2021 in Shaoxing
  - 400 Meter (Halle): 47,73 s, 7. Februar 2023 in Shaanxi